# رسائل جوجل
رسائل جوجل أو رسائل (بالإنجليزية: Google Messages)‏ هو تطبيق للرسائل القصيرة والرسائل الفورية تم تطويره بواسطة جوجل لنظام التشغيل المحمول بنظام أندرويد. تتوفر أيضًا واجهة ويب. تم إطلاقه في 12 نوفمبر 2014، وهو يدعم رسائل Rich Communication Services (RCS) منذ 2018.
لا يدعم التطبيق التشفير من طرف إلى طرف، لكن جوجل تعمل على تنفيذه في المستقبل وقد ظهر هذا التطوير في نسخة داخلية مسربة من التطبيق.
بحلول أبريل 2020، حصل التطبيق على أكثر من مليار عملية تثبيت.

## وصلات خارجية
- الموقع الرسمي